# Botafumeiro
 (juillet 2009).
Si vous disposez d'ouvrages ou d'articles de référence ou si vous connaissez des sites web de qualité traitant du thème abordé ici, merci de compléter l'article en donnant les références utiles à sa vérifiabilité et en les liant à la section « Notes et références ».

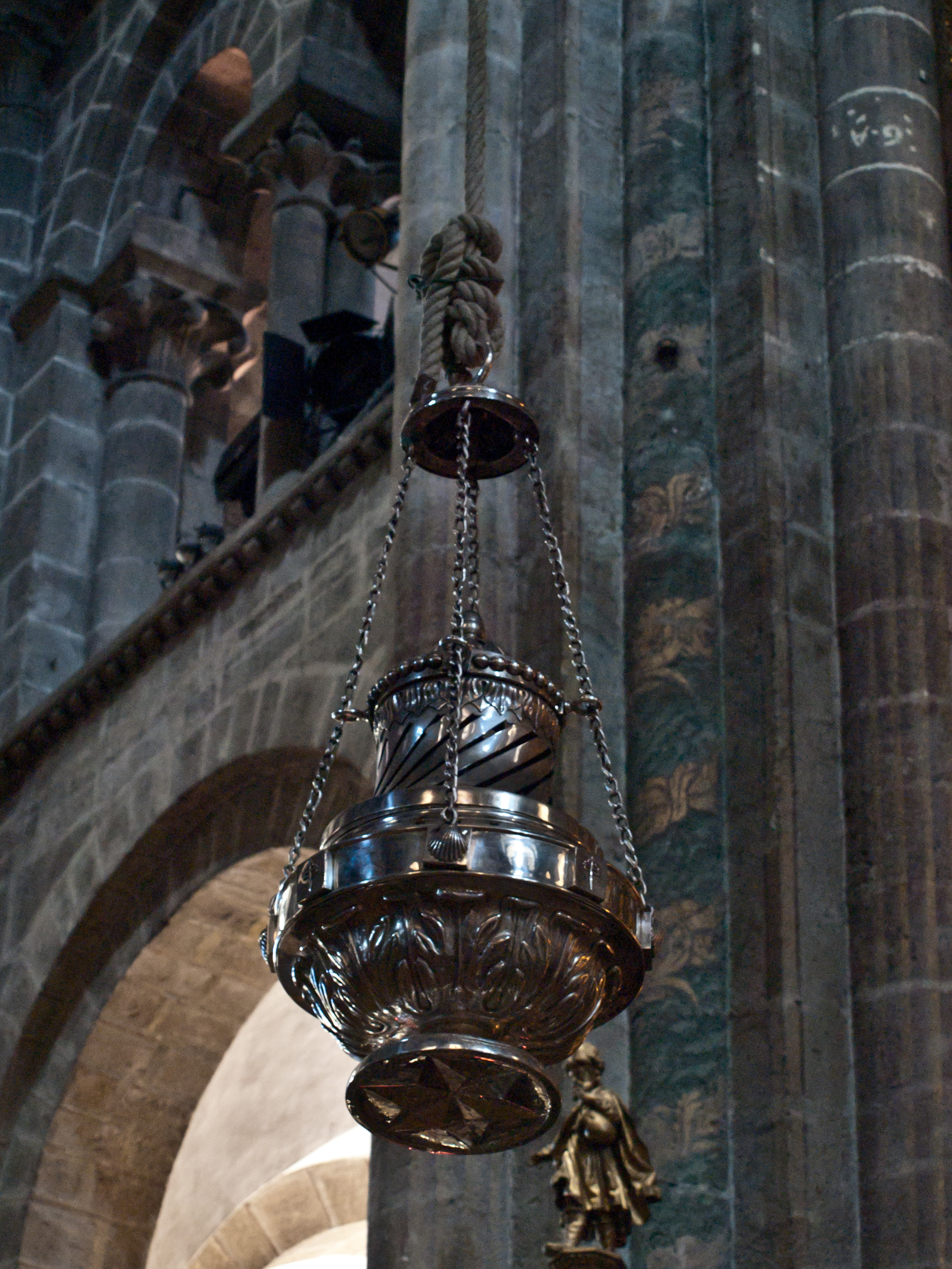
Le botafumeiro.

Le botafumeiro de la cathédrale de Saint-Jacques-de-Compostelle est un encensoir animé par une excitation paramétrique humaine.

## Description
Le Botafumeiro, encensoir en laiton argenté, est haut de 1,60 m et pèse 54 kg. Il fut exécuté par l'orfèvre Losada en 1851.
À l'origine, cet encensoir servait à parfumer la cathédrale. Il pend à une corde sous le transept. À l'occasion de célébrations liturgiques spéciales et pendant l'Année Sainte Compostellane, au cours de la messe du pèlerin qui se déroule tous les jours à 12 h, les visiteurs peuvent contempler la singulière cérémonie du botafumeiro.

## Mouvement
Pendant qu'on le balance comme s'il s'agissait d'un pendule, huit hommes (tiraboleiros) donnent de la corde au point le plus élevé du mouvement et tirent sur elle au point le plus bas. On accroît ainsi l'oscillation de l'encensoir pour l'élever à 20,6 m de haut dans la voûte, en formant un arc de 65 m tout au long du transept, depuis la porte de la Azabachería jusqu'à celle de Platerías. Il passe au ras du sol à une vitesse de 68 km/h en laissant derrière lui un fin sillage de fumée d'encens.

## Histoire
Cet encensoir avait pour objectif de parfumer la cathédrale en raison du nombre important de pèlerins arrivant chaque année, durant le Moyen Âge puis à la Renaissance. L'odeur engendrée par la masse des dormeurs dans la nef nécessitait un encensoir de cette taille et de ce poids.

## Dans la culture
- Saint-Jacques… La Mecque est un film français réalisé par Coline Serreau en 2005 : dans ce film le pendule s'anime au son du chorus I will sing unto the Lord présent dans Israël en Égypte.